# Nuit de chien
Pour plus de détails, voir Fiche technique et Distribution.
Nuit de chien est un film germano-franco-portugais, réalisé par Werner Schroeter, en 2008, tourné principalement dans la région de Porto (Portugal).

## Synopsis
Gare de Santamaria, nuit. Ossorio, un homme d'une cinquantaine d'années, descend d'un train au milieu d'une foule de réfugiés et de soldats épuisés. C'est dans une ville assiégée que ce héros d'une résistance en débâcle tente de retrouver ses anciens alliés et celle qu'il aime. Mais la situation a bien changé, et les amis d'hier n'ont plus le même discours. Tandis qu'une milice déchaînée terrorise la ville, chacun cherche désormais à sauver sa peau.

## Fiche technique
- Titre français : Nuit de chien
- Titre allemand : Diese Nacht
- Titre portugais : Esta Noite
- Réalisation : Werner Schroeter
- Scénario : Werner Schroeter, Gilles Taurand d'après le roman de Juan Carlos Onetti
- Producteur : Paulo Branco, Frieder Schlaich
- Société de production : Alfama Films, en association avec Cinémage 3
- Durée : 110 minutes
- Année de production : 2008
- Date de sortie : France : 7 janvier 2009
- Pays de production :  Allemagne,  France,  Portugal

## Distribution
- Pascal Greggory : Ossorio
- Nuno Lopes : Aboud
- Bruno Todeschini : Morasan
- Amira Casar : Irene
- Éric Caravaca : Villar
- Nathalie Delon : Risso
- Marc Barbé : Vargas
- Jean-François Stévenin : Martins
- Bulle Ogier : D. Inês
- Laura Martin : Victoria
- Mostéfa Djadjam : Granowsky
- Lena Schwarz : Rosaria
- João Baptista : Juan
- Pascale Schiller : Agnes
- Oleg Zhukov : Max
- Filipe Duarte : Júlio
- Sami Frey : Barcala
- Simão Cayatte : Marin
- Patrícia Guerreiro
- Catarina Guimarães : Lola
- Tiago Manaia : l'officier
- Manuel Moreira : Ramon
- Isabel Ruth
- Laura Soveral : la mère de Rosaria
- Teresa Tavares : la fille au joint
- Elsa Zylberstein : Maria

## Distinctions
- Lion d'Or  spécial à la carrière  de Werner Schroeter.
- Mostra de Venise 2008

## Accueil
« Une œuvre sombre, située dans une ville assiégée, où affluent de nombreux réfugiés, pour certains atteints du choléra. Un contexte autodestructeur d'une micro-société. » ,

## Autour du film
Le film a été tourné au Portugal, à Lisbonne et à Porto, ainsi qu'en France, à Longuesse